# Hilde Synnøve Lid
Hilde Synnøve Lid (ur. 18 marca 1971 w Voss) – norweska narciarka, uprawiająca narciarstwo dowolne. Startowała w skokach akrobatycznych na igrzyskach olimpijskich w Albertville, gdzie zajęła 6. miejsce, jednakże konkurencja ta była jedynie sportem pokazowym. Na igrzyskach olimpijskich w Lillehammer w 1994 roku zdobyła brązowy medal. Ponadto zdobyła srebrny medal w skokach akrobatycznych na mistrzostwach świata w Meiringen. Najlepsze wyniki w Pucharze Świata osiągnęła w sezonie 1998/1999, kiedy to zajęła 7. miejsce w klasyfikacji generalnej, a w klasyfikacji skoków akrobatycznych była czwarta. W sezonie 1999/2000 była trzecia w klasyfikacji skoków akrobatycznych.
W 2002 r. zakończyła karierę.

## Osiągnięcia

### Igrzyska olimpijskie
| Miejsce | Dzień     | Rok  | Miejscowość    | Konkurencja        | Zwycięzca       |
| ------- | --------- | ---- | -------------- | ------------------ | --------------- |
| 3.      | 13 lutego | 1994 | Lillehammer    | Skoki akrobatyczne | Lina Cheryazova |
| 6.      | 18 lutego | 1998 | Nagano         | Skoki akrobatyczne | Nikki Stone     |
| 16.     | 18 lutego | 2002 | Salt Lake City | Skoki akrobatyczne | Alisa Camplin   |

### Mistrzostwa świata
| Miejsce | Dzień       | Rok  | Miejscowość | Konkurencja        | Zwycięzca            |
| ------- | ----------- | ---- | ----------- | ------------------ | -------------------- |
| 9.      | 5 marca     | 1989 | Oberjoch    | Skoki akrobatyczne | Catherine Lombard    |
| 16.     | 16 lutego   | 1991 | Lake Placid | Skoki akrobatyczne | Wasilisa Siemienczuk |
| 9.      | 14 marca    | 1993 | Altenmarkt  | Skoki akrobatyczne | Lina Cheryazova      |
| 19.     | 19 lutego   | 1995 | La Clusaz   | Skoki akrobatyczne | Nikki Stone          |
| 16.     | 9 lutego    | 1997 | Iizuna      | Skoki akrobatyczne | Kirstie Marshall     |
| 2.      | 13 marca    | 1999 | Meiringen   | Skoki akrobatyczne | Jacqui Cooper        |
| 13.     | 20 stycznia | 2001 | Whistler    | Skoki akrobatyczne | Veronika Bauer       |

### Puchar Świata

#### Miejsca w klasyfikacji generalnej
- sezon 1988/1989: 36.
- sezon 1990/1991: 15.
- sezon 1991/1992: 20.
- sezon 1992/1993: 19.
- sezon 1993/1994: 26.
- sezon 1994/1995: 15.
- sezon 1995/1996: 69.
- sezon 1996/1997: 24.
- sezon 1997/1998: 43.
- sezon 1998/1999: 7.
- sezon 1999/2000: 8.
- sezon 2000/2001: 13.
- sezon 2001/2002: 25.

#### Miejsca na podium
1. La Plagne – 1 grudnia 1990 (Skoki akrobatyczne) – 3. miejsce
2. Zermatt – 16 grudnia 1990 (Skoki akrobatyczne) – 2. miejsce
3. La Clusaz – 21 lutego 1991 (Skoki akrobatyczne) – 3. miejsce
4. Voss – 10 marca 1991 (Skoki akrobatyczne) – 3. miejsce
5. Breckenridge – 19 stycznia 1992 (Skoki akrobatyczne) – 2. miejsce
6. Whistler Blackcomb – 10 stycznia 1993 (Skoki akrobatyczne) – 2. miejsce
7. Lake Placid – 23 stycznia 1993 (Skoki akrobatyczne) – 3. miejsce
8. Tignes – 17 grudnia 1994 (Skoki akrobatyczne) – 1. miejsce
9. Altenmarkt – 10 lutego 1995 (Skoki akrobatyczne) – 1. miejsce
10. Kirchberg in Tirol – 24 lutego 1995 (Skoki akrobatyczne) – 2. miejsce
11. Whistler Blackcomb – 19 stycznia 1997 (Skoki akrobatyczne) – 3. miejsce
12. Mont Tremblant – 8 stycznia 1999 (Skoki akrobatyczne) – 3. miejsce
13. Mont Tremblant – 10 stycznia 1999 (Skoki akrobatyczne) – 3. miejsce
14. Steamboat Springs – 17 stycznia 1999 (Skoki akrobatyczne) – 2. miejsce
15. Mount Buller – 11 września 1999 (Skoki akrobatyczne) – 3. miejsce
16. Mount Buller – 12 września 1999 (Skoki akrobatyczne) – 2. miejsce
17. Whistler Blackcomb – 4 grudnia 1999 (Skoki akrobatyczne) – 2. miejsce
18. Mont Tremblant – 13 stycznia 2001 (Skoki akrobatyczne) – 3. miejsce

- W sumie 2 zwycięstwa, 6 drugich i 10 trzecich miejsc.